# Leyla Sayar
Leyla Sayar (Istanbul, 1939 - 22 de juliol de 2016) va ser una actriu de cinema turca. Sayar ha actuat en més de 170 pel·lícules a Yeşilçam. Entre aquestes pel·lícules es troba Ver Elini İstanbul (Dona'm la mà Istanbul), guió escrit per Attila İlhan. Leyla Sayar fou anomenada segona Miss Turquia l'any 1957, i una femme fatale de Yeşilçam en la seva joventut. Fa uns anys que es va retirar del cinema i va començar a dedicar el seu temps a la religió. El 2016 se li detectà un càncer. Va morir a Istanbul el mateix any.